# Walter Mauro
Walter Mauro (Roma, 10 novembre 1925 – Roma, 3 luglio 2012) è stato un critico letterario, critico musicale, docente e giornalista italiano.

## Biografia
Si laureò presso l'Università di Roma con Giuseppe Ungaretti discutendo una tesi su Giacomo Leopardi e in seguito intraprese la carriera di insegnante e di critico letterario e musicale. Esperto di jazz, dedicò al genere musicale americano alcuni libri e moltissimi articoli e recensioni, pubblicati soprattutto sulla rivista «Musica Jazz».
Fu docente presso il Centro sperimentale di cinematografia di Roma. Qui strinse amicizia con lo scrittore colombiano Gabriel García Márquez.
Per anni insegnò italiano presso il liceo classico dell'Istituto San Leone Magno di Roma. Qui ebbe tra i suoi allievi Edoardo Albinati, Marco Lodoli e Giovanni Grasso.
Collaborò a riviste culturali e alla Terza pagina di diversi quotidiani, tra cui Il Tempo. Fu Soprintendente ai Conti della Società Dante Alighieri.
Fu autore di molte monografie critiche, dedicate ai più significativi esponenti della narrativa italiana del secondo Novecento. Inoltre curò una collana di classici per la Giulio Perrone Editore.
Fece parte della giuria di molti premi letterari, tra cui il premio per la poesia "Lerici - Pea" (dal 1963), il Premio Strega (dal 1964), il Premio Penne-Mosca e il premio di saggistica Città delle Rose. Recitò nel film Diavolo in corpo (1986) di Marco Bellocchio.
Ebbe un lunghissimo sodalizio letterario e umano con la poetessa e ispanista Elena Clementelli.

## Intitolazioni
- A Walter Mauro è dedicato il «Premio Walter Mauro di Narrativa e Poesia»[3] indetto da Giulio Perrone Editore in collaborazione con la Società Dante Alighieri.
- La sala della Società Dante Alighieri nel Palazzo Firenze a Roma è intitolata al suo nome.

## Nella letteratura
Alla sua figura è ispirato il personaggio del professor Giovanni Vilfredo Cosmo nel romanzo La scuola cattolica di Edoardo Albinati, vincitore del Premio Strega 2016, largamente ambientato nell'istituto superiore romano dove Walter Mauro insegnò.

## Opere
- Storia dei neri d'America, Newton & Compton, 1948
- Leonardo Sciascia, La Nuova Italia, Firenze, 1970
- Invito alla lettura di Fenoglio Milano, Mursia, 1972
- Jazz e universo negro, Milano, Rizzoli, 1972
- La trappola e la nudità: interviste a scrittori di tutto il mondo sul tema "Lo scrittore e il potere", in collaborazione con Elena Clementelli, Rizzoli, Milano, 1973
- Realtà mito e favola nella narrativa italiana del Novecento, Garzanti, Milano, 1974
- James Baldwin , La nuova Italia, Firenze, 1976
- Antologia del Blues, in collaborazione con Elena Clementelli, saggio introduttivo e traduzione con testo a fronte, Guanda, Parma, 1965-1975
- Antologia degli Spirituals, in collaborazione con Elena Clementelli, saggio introduttivo e traduzione con testo a fronte, Guanda, Parma, 1966-1976
- Il Blues e l'America Nera, Garzanti, 1977
- Louis Armstrong, il re del jazz, Rusconi, 1979
- Il peso di Anchise, Frassinelli, 1997
- Invito alla lettura di Antonio Gramsci, Mursia, Milano, 1981
- Invito alla lettura di Mario Soldati, Mursia, Milano, 1981.
- Invito alla lettura di Jean-Paul Sartre, Mursia, Milano, 1985
- Gershwin. La vita e l'opera, Newton, 1987
- Il ponte di Glienicke. La letteratura della disfatta. Saggi su Gatta, Morante, Pasolini, Moravia, Turoldo, Calvino, Fortini, Ginzburg, Grisolia Editore, Marina di Belvedere, 1988
- Invito alla lettura di Corrado Alvaro, Mursia, 1990
- Invito alla lettura di Dante, Mursia, 1990
- Realtà e ideologia. Antologia del neorealismo italiano, Editore Dante Alighieri, Roma, 1993
- La Storia del Jazz, Tascabili Economici Newton, 1994
- Vita di Ungaretti, Anemone Purpurea, 2006
- Il doppio segno. Saggi sulle visioni di artisti che hanno interpretato la Divina Commedia, Edizioni Equipèco, 2007
- Miles e Juliette, Perrone, 2008
- La letteratura è un cortile, Perrone, 2011